# Epalzeorhynchos bicolor
O labeo-bicolor (Epalzeorhynchos bicolor) é um ciprinídeo do gênero Epalzeorhynchos. Endémico da Tailândia, pensa-se que este peixe se encontra extinto no meio natural. Muitos milhares são reproduzidos em cativeiro e exportados pela Tailândia para abastecer a indústia da aquariofilia.

## Distribuição e habitat
Apesar de ser considerado extinto na natureza pelo IUCN, é criado largamente em cativeiro para abastecer o mercado de aquarismo.
Ocorre no continente asiático na bacia Chao Phraya, Tailândia, em rios de água barrenta, comumente entre troncos e rochas. Podem frequentar várzeas ou florestas inundadas sazonalmente durante estação chuvosa. Devido este padrão migratório, acredita-se que sua extinção em seu ambiente natural ocorra prejudicado pelo desenvolvimento humano (vide barragens e represas).

## Características
Pode ser confundido com o Labeo Frenatus (Epalzeorhynchos frenatum), no entanto a cor vermelha só está presente em sua nadadeira caudal, enquanto em E. frenatum está presente em todas nadadeiras, além deste último possuir a coloração negra menos escura pelo seu corpo. Há ainda a variação albina.
Embora seja conhecido popularmente como tubarão, não está relacionado com os tubarões verdadeiros. Esta espécie recebe este nome comum devido o formato de seu corpo e nadadeira dorsal ser semelhante a de um tubarão.